# Élections européennes de 1994
Les élections européennes de 1994 sont des élections multinationales, tenues en 1994, destinées à élire les délégations de députés du Parlement européen pour une période de 5 ans.

## Mode de scrutin

### Nombre de sièges attribués par pays
- Allemagne : 99
- Belgique : 25
- Danemark : 16
- Espagne : 64
- France : 87
- Grèce : 25
- Irlande : 15
- Italie : 87
- Luxembourg : 6
- Pays-Bas : 31
- Portugal : 25
- Royaume-Uni : 87

En 1995, eurent lieu des élections européennes partielles dans les trois nouveaux États ayant rejoint l'Union européenne au 1er janvier 1995. Voici le nombre de sièges qui leur étaient réservés :
- Autriche : 21
- Finlande : 16
- Suède : 22

## Résultats
| Groupe | Groupe | Idéologie(s) dominante(s)                                      | Mené par                      | Députés européens |  |
| ------ | ------ | -------------------------------------------------------------- | ----------------------------- | ----------------- |  |
|        | PSE    | Socialisme démocratique, social-démocratie, social-libéralisme | Pauline Green                 | 198               |  |
|        | PPE    | Libéral-conservatisme, démocratie chrétienne                   | Wilfried Martens              | 157               |  |
|        | ADLE   | Libéralisme, centrisme                                         | Gijs De Vries                 | 43                |  |
|        | GUE    | Anticapitalisme                                                | Alonso José Puerta            | 28                |  |
|        | FE     | Libéral-conservatisme, démocratie chrétienne                   | Giancarlo Ligabue             | 27                |  |
|        | RDE    | Nationalisme, conservatisme                                    | Jean-Claude Pasty             | 26                |  |
|        | V      | Écologisme                                                     | Alexander Langer Claudia Roth | 23                |  |
|        | ARE    | Radicalisme                                                    | Catherine Lalumière           | 19                |  |
|        | EN     | Euroscepticisme                                                | James Goldsmith               | 19                |  |
|        | NI     | Divers                                                         | aucun                         | 27                |  |
| Total  | Total  | Total                                                          | Total                         | 567               |  |

### Taux de participation
| Pays      | Pays     | Pays     | Pays    | Pays   | Pays   | Pays    | Pays   | Pays       | Pays     | Pays     | Pays        | Total  |
| Allemagne | Belgique | Danemark | Espagne | France | Grèce  | Irlande | Italie | Luxembourg | Pays-Bas | Portugal | Royaume-Uni | Total  |
| --------- | -------- | -------- | ------- | ------ | ------ | ------- | ------ | ---------- | -------- | -------- | ----------- | ------ |
| 60 %      | 90,7 %   | 52,9 %   | 59,1 %  | 52,7 % | 73,2 % | 44 %    | 73,6 % | 88,6 %     | 35,7 %   | 35,5 %   | 36,4 %      | 49,8 % |

### Détails des sièges par pays
| Parti | Parti  | Pays      | Pays     | Pays     | Pays    | Pays   | Pays  | Pays    | Pays   | Pays       | Pays     | Pays     | Pays        | Total |
| Parti | Parti  | Allemagne | Belgique | Danemark | Espagne | France | Grèce | Irlande | Italie | Luxembourg | Pays-Bas | Portugal | Royaume-Uni | Total |
| ----- | ------ | --------- | -------- | -------- | ------- | ------ | ----- | ------- | ------ | ---------- | -------- | -------- | ----------- | ----- |
|       | GUE    |           |          |          | 9       | 7      | 4     |         | 5      |            |          | 3        |             | 28    |
|       | PSE    | 40        | 6        | 3        | 22      | 15     | 10    | 1       | 18     | 2          | 8        | 10       | 63          | 198   |
|       | ARE    |           | 1        |          | 1       | 13     |       |         | 2      |            |          |          | 2           | 19    |
|       | Verts  | 12        | 2        | 1        |         |        |       | 2       | 4      | 1          | 1        |          |             | 23    |
|       | ELDR   |           | 6        | 5        | 2       | 1      |       | 1       | 7      | 1          | 10       | 8        | 2           | 43    |
|       | PPE-DE | 47        | 7        | 3        | 30      | 13     | 9     | 4       | 12     | 2          | 10       | 1        | 19          | 157   |
|       | FE     |           |          |          |         |        |       |         | 27     |            |          |          |             | 27    |
|       | RDE    |           |          |          |         | 14     | 2     | 7       |        |            |          | 3        |             | 26    |
|       | EDN    |           |          | 4        |         | 13     |       |         |        |            | 2        |          |             | 19    |
|       | NI     |           | 3        |          |         | 11     |       |         | 12     |            |          |          | 1           | 27    |
|       | Total  | 99        | 25       | 16       | 64      | 87     | 25    | 15      | 87     | 6          | 31       | 25       | 87          | 567   |

Groupes parlementaires par pays

## Élections partielles de 1995
| Parti               | Suffrages | Sièges |
| ------------------- | --------- | ------ |
| GUE/NGL             | 5,4 %     | 34     |
| PSE                 | 34,3 %    | 215    |
| Verts               | 4,5 %     | 28     |
| ARE                 | 3,0 %     | 19     |
| ELDR                | 7,0 %     | 44     |
| PPE-DE              | 28,9 %    | 181    |
| Union pour l'Europe |           |        |
| UDN                 |           |        |
| Non inscrits        | _         | 31     |

## Élection du président de la commission européenne
| Candidat   | Candidat             | Date            | Vote      | Vote      |
| ---------- | -------------------- | --------------- | --------- | --------- |
|            | Jacques Santer (PPE) | 21 juillet 1994 | Pour      | 260 / 567 |
| Contre     | Jacques Santer (PPE) | 21 juillet 1994 | 238 / 567 |           |
| Abstention | Jacques Santer (PPE) | 21 juillet 1994 | 23 / 567  |           |
| Nuls       | Jacques Santer (PPE) | 21 juillet 1994 | 0 / 567   |           |
|            |                      | 21 juillet 1994 |           |           |
| Exprimés   | Jacques Santer (PPE) | 21 juillet 1994 | 521 / 567 |           |